# Roswitha Steiner
Roswitha Steiner coniugata Stadlober (Radstadt, 14 giugno 1963) è una dirigente sportiva ed ex sciatrice alpina austriaca, vincitrice della Coppa del Mondo di slalom speciale nel 1986 e nel 1988 e dal 2021 presidente della Federazione sciistica dell'Austria.

## Biografia
È moglie di Alois Stadlober e madre di Luis e Teresa, fondisti di alto livello.

### Carriera sciistica
Specialista delle prove tecniche, ottenne il primo piazzamento in Coppa del Mondo il 12 marzo 1980 a Saalbach in slalom gigante (13ª) e ai Mondiali di Schladming 1982 si classificò 10ª nello slalom gigante e 7ª nello slalom speciale, suoi primi piazzamenti iridati; l'8 marzo 1983 conquistò a Waterville Valley in slalom speciale la prima vittoria, nonché primo podio, in Coppa del Mondo e l'anno dopo ai XIV Giochi olimpici invernali di Sarajevo 1984, sua prima presenza olimpica, fu 27ª nello slalom gigante e 4ª nello slalom speciale.
Nella stagione 1985-1986 vinse la Coppa del Mondo di slalom speciale (chiuse a pari punti con Erika Hess, ma si aggiudicò la coppa di cristallo grazie ai migliori piazzamenti complessivi); l'anno dopo ai Mondiali di Crans-Montana 1987 vinse la medaglia d'argento nella medesima specialità, suo ultimo piazzamento iridato, mentre nella stagione 1987-1988, l'ultima della sua carriera, disputò i XV Giochi olimpici invernali di Calgary 1988, classificandosi nuovamente 4ª nello slalom speciale, e conquistò per la seconda volta la Coppa del Mondo di slalom speciale (con 7 punti di vantaggio su Vreni Schneider). Il suo ultimo risultato agonistico fu la vittoria nello slalom speciale di Coppa del Mondo disputato ad Aspen il 6 marzo.

### Carriera dirigenziale
Il 13 ottobre 2021 è stata eletta presidente della Federazione sciistica dell'Austria (ÖSV) succedendo a Karl Schmidhofer, prima donna a ricoprire tale incarico.

## Palmarès

### Mondiali
- 1 medaglia:
  - 1 argento (slalom speciale a Crans-Montana 1987)

### Coppa del Mondo
- Miglior piazzamento in classifica generale: 13ª nel 1987
- Vincitrice della Coppa del Mondo di slalom speciale nel 1986 e nel 1988
- 14 podi (tutti in slalom speciale):
  - 8 vittorie
  - 4 secondi posti
  - 2 terzi posti

#### Coppa del Mondo - vittorie
| Data             | Località                | Paese          | Specialità |
| ---------------- | ----------------------- | -------------- | ---------- |
| 8 gennaio 1983   | Waterville Valley       | Stati Uniti    | SL         |
| 17 dicembre 1983 | Piancavallo             | Italia         | SL         |
| 18 marzo 1984    | Jasná                   | Cecoslovacchia | SL         |
| 8 dicembre 1985  | Sestriere               | Italia         | SL         |
| 5 gennaio 1986   | Maribor                 | Jugoslavia     | SL         |
| 26 gennaio 1986  | Saint-Gervais-les-Bains | Francia        | SL         |
| 18 marzo 1986    | Waterville Valley       | Stati Uniti    | SL         |
| 6 marzo 1988     | Aspen                   | Stati Uniti    | SL         |

Legenda:

SL = slalom speciale

### Campionati austriaci
- 7 medaglie[3]:
  - 2 ori (slalom speciale nel 1984; slalom speciale nel 1987)
  - 1 argento (slalom gigante nel 1982)
  - 4 bronzi (slalom speciale nel 1982; slalom gigante, slalom speciale nel 1983; slalom speciale nel 1986)